# Stile di New Orleans
Il New Orleans jazz è il jazz degli anni iniziali, quando l'influenza principale era quella afroamericana.

## Storia
Il centro più importante nel quale si sviluppò fu New Orleans e le sue origini vanno ricercate nelle stesse della musica jazz. Questo genere si rifà alla tradizione musicale ed ai canti di lavoro, poi diventa musica suonata in bande per strada ed infine nei locali.
La città portuale della Louisiana, nel periodo a cavallo tra il XIX ed il XX secolo, ospitava una popolazione estremamente varia per provenienza. Vi si trovavano in particolare francesi, creoli, afroamericani, inglesi, spagnoli, Italiani e olandesi. L'accompagnamento musicale era comune in moltissime circostanze e non solo in occasione di feste o balli.
Il quartiere a luci rosse di Storyville divenne presto la zona dove si concentrarono il maggior numero di locali che proponevano questo genere musicale nuovo ma anche nei teatri nel resto della città la musica che si poteva ascoltare era molto varia. Talvolta fu la musica classica e raffinata ma più spesso fu una banda di ottoni oppure il blues cantato per strada. Il pianoforte fu lo strumento che permise l'affermazione del ragtime.
Louis Armstrong, alcuni anni dopo aver lasciato la città, riprese in una delle sue incisioni il tema tipico suonato dalle bande che accompagnavano le cerimonie funebri nel quartiere di Uptown nella città di New Orleans. Il brano, New Orleans Function, inizia con toni tristi, lenti, ed accompagna il corteo al cimitero. Al ritorno la musica cambia, diventa una marcia allegra, un inno alla vita.
Lo stesso Armstrong nel 1920, in occasione di una audizione che tenne a Saint Louis, osservò che la musica suonata a New Orleans non era diversa da quella che si suonava nelle altre città americane, a dimostrazione che già alla fine degli anni venti quello che si definiva New Orleans jazz aveva superato i confini della città e della stessa Louisiana.

## Caratteristiche
La caratteristica principale del genere era la forte predominanza dello strumento principale, solitamente la cornetta, con l'esecuzione di un controcanto da parte di altri strumenti come clarinetto o trombone. La sezione ritmica, che nel jazz è stata fondamentale sin dalle origini, in quel periodo era costituita da banjo, basso tuba e dalla batteria.
L'improvvisazione nei primi momenti fu limitata ad alcune variazioni sul tema eseguite a turno dai vari strumentisti. Louis Armstrong, in un secondo momento, la rese una delle caratteristiche del jazz.

## Alcuni musicisti
Diversi musicisti sono legati al primo periodo del jazz, tra questi: 
- Louis Armstrong
- King Oliver
- Red Allen
- Buddy Bolden
- Freddie Keppard
- Johnny Dodds
- Sidney Bechet
- Jelly Roll Morton
- Warren Dodds
- Santo Pecora